# کیم بیونگ اوک
کیم بیونگ اوک (کره‌ای: 김병옥؛ زادهٔ ۱۱ اکتبر ۱۹۶۰) بازیگر اهل کره جنوبی است. از فیلم‌ها یا مجموعه‌های تلویزیونی که وی در آنها ایفای نقش کرده است می‌توان به مرد عاشق، عملیات کرومیت و رسوایی اینسادونگ اشاره کرد.